# Recenti progressi in medicina
Recenti progressi in medicina è una rivista medica in lingua italiana, edita da Il Pensiero Scientifico Editore. È stata fondata nel 1946 da Luciano De Feo e da un gruppo di giovani medici della Scuola romana di Medicina interna. Negli anni, ha conservato il proprio carattere di periodico di aggiornamento per il medico internista, privilegiando una visione della medicina e della salute che tenga in maggiore considerazione un approccio "comprensivo" alla persona malata piuttosto che la cura della malattia. La rivista ospita editoriali, rassegne narrative e revisioni sistematiche, articoli originali. Una sezione conclusiva di ogni fascicolo è dedicata ai rapporti tra medicina, letteratura, cinema e altre arti. Le istruzioni per gli autori sono consultabili a questo indirizzo: http://recentiprogressi.it/norme_autori.php Archiviato il 6 ottobre 2014 in Internet Archive.
La rivista è peer-reviewed ed è indicizzata in Index Medicus, MEDLINE/ Pubmed, Scopus e EMBASE.